# مارجه سیسکو آلتو
مارجه سیسکو آلتو (به انگلیسی: Marja-Sisko Aalto) زاده با نام Olli-Veikko Aalto در تاریخ ۲۹ ژوئیهٔ ۱۹۵۴، یک تراجنسی فنلاندی و کشیش کلیسای لوتری در فنلاند است. وی همچنین در سال‌های ۱۹۸۶ تا ۲۰۱۰ کشیش شهر ایماترا بوده‌است. در نوامبر ۲۰۰۸ آلتو که در آن زمان Olli نام داشت در رسانه‌ها اعلام کرد که او یک زن ترنس است و میخواهد جراحی تطبیق و بازتایید جنسیت انجام دهد. این اقدام وی باعث بحث و درگیری در داخل کلیسا شد. نظر اسقف شهر میکلی Voitto Huotar این بود که برای آلتو مانع قانونی وجود ندارد تا وی کار خود را به‌عنوان کشیش ادامه دهد، اما مشکلاتی وجود خواهد داشت. در نوامبر ۲۰۰۹، وی پس از یک سال دوری، به کلیسا بازگشت و در مارس ۲۰۱۰ وی تقاضای استعفا داد.